# 伯尼岩斯風車
伯尼岩斯風車（Berney Arms Windmill）是英國諾福克郡伯尼岩斯一座塔式風車，座落於雅尔河畔。伯尼岩斯風車在布罗兹湿地国家公园中的偏遠地方，處於里咸東北3.5英里（5.6）處，大雅茅夫西南4英里（6.4）處。此風車沒有道路通往，但可用從伯尼岩斯火車站用艇或直接步行前往。風車列入在册古迹，並受英格蘭遺產委員會管理。

## 簡述
伯尼岩斯風車高21.5米，為諾福克郡中最高的抽水風車。風車以紅磚建成，七層高，外牆覆上焦油以作保護。風車頂形狀似倒置的疊板船船底，並為諾福克傳統風格。風車有四片車葉及一片尾槳。風車的抽水水車稍為遠離風車建築物本體，較為罕見。水車以橫軸連接，直徑達7.3（24英尺），取水後送至磚製涵洞後排往雅利河。

## 歷史
伯尼岩斯風車於1865年由風車匠史道華非（Stolworthy）所建，供里咸水泥公司（Reedham Cement Company）使用，建址前身亦為風車。伯尼岩斯風車初建時用於碾磨水泥熟料，當中使用到韋令咸的白堊岩和歐頓濕地或比頓三角州的黏土，通常以韋利艇運送至風車附近。這些材料會於附近的窑燒製成熟料，然後在風車磨成粉未。水泥工人於附近建成11座房屋並設有小教堂。
水泥生產於1880年停止，風車則在1883年改為抽水風車以助附近的哈華門沼澤排水，後又於1948年由水泵取代後再次關閉。風車於1951年移交英國工務局，並於1967年開始修復。

## 現況
伯尼岩斯風車現已列入在册古迹，並受英格蘭遺產委員會管理。其曾於1999年移除其頂蓋和風車 以便修復，並於2006年4月22日重新安裝尾槳，2003年間安裝頂蓋，以及2007年5月25日安裝車葉。2009年夏天，英格蘭遺產委員會與當地遊艇公司合作，並於部分星期一作有限度開放。英國皇家鳥類保護協會的志願者代表英格蘭遺產委員會於2016年每月最後一個星期日開放風車作參觀。風車現已關閉作維修直至另行通知為止。

## 外部連結
- 伯尼岩斯風車（页面存档备份，存于） - 伯尼岩斯網頁
- 伯尼岩斯風車（页面存档备份，存于） - 英格蘭遺產委員會網頁